# جوليا فيلدمان
جوليا فيلدمان (بالعبرية: יוליה פלדמן‏) هي عازفة الجاز وملحنة ومغنية إسرائيلية، ولدت في 22 يونيو 1979.

## وصلات خارجية
- جوليا فيلدمان على موقع ميوزك برينز (الإنجليزية)